# Ana Lúcia (cantora)
Anna Lúcia Buchele da Silva e Souza, conhecida artisticamente como Ana Lúcia (São Francisco do Sul, 28 de outubro de 1937 — Florianópolis, 24 de junho de 2011) foi uma cantora brasileira.
A cantora surgiu em 1959, quando gravou o LP Ana Lúcia, pela gravadora Chantecler, destacando-se como uma das boas cantoras surgidas com a bossa nova.
Em 1962, apresentou-se ao lado de Oscar Castro Neves no célebre concerto de bossa nova no Carnegie Hall, cantando a música Ah, Se Eu Pudesse, sendo que essa apresentação foi gravada e lançada no LP Bossa Nova at Carnegie Hall, lançado em 1963.
Em 1964 fez uma participação especial no LP de Geraldo Vandré desse ano, cantando em dupla com ele a música Samba em Prelúdio, antes da gravação realizada pouco depois por Vinícius de Moraes e Odete Lara.

## Discografia
Gravou de 1959 a 1964 três LPs:
- 1959 - Ana Lúcia (Chantecler)
- 1961 - O Encanto e a Voz de Anna Lúcia (Philips)
- 1964 - Anna Lúcia Canta Triste (RGE)